# سنبل الطیب (سرده)
سنبل الطیب (نام علمی: Nardostachys) نام یک سرده از تیره آقطیان است.